# Лонгонот
Гора Лонгонот — стратовулкан, розташований на південний схід від озера Найваша у Великій рифтовій долині Кенії, Африка. Вважається, що востаннє вивергався в 1860-х роках.  Його назва походить від слова Масаї Oloonong'ot, що означає «гори з багатьма відрогами» або «круті хребти».
Гора Лонгонот охороняється Службою охорони дикої природи Кенії як частина національного парку Маунт-Лонгонот. Стежка навколо кратеру має протяжність 7,2 км. Весь піший маршрут (від воріт парку сягає 13.5 км і потребує близько 4-5 годин часу для повного його проходження. Висота воріт над рівнем моря становить близько 2150 м, а висота найвищого піка -  2776 м.
Гора Лонгонот знаходиться за 60 км на північний захід від Найробі, звідти можна дістатися асфальтованою дорогою. Місто неподалік гори, також називається Лонгонот. Супутникова земна станція Лонгонот розташована на південь від гори.

## Геологія
Лонгонот — стратовулкан, із невеликою кальдерою, утвореною величезними виверженнями трахітової лави приблизно 21 000 років тому. Нинішній вершинний конус утворився в межах попередньої кальдери. Сам конус увінчаний кратером, що має діаметр 1,8 км. Гора має кілька паразитичних конусів, а на схилах і всередині дна кальдери відбуваються ефузивні виверження лави.  Періодична геодезична діяльність, зареєстрована в Лонгоноті у 2004–2006 роках, продемонструвала наявність активних магматичних систем під цим вулканом.  Кратер гори Лонгонот вважається найбільш ідеально круглим у світі.

## Флора і фауна
Ліс невисоких дерев покриває дно кратера, Стінки кратера прикрашають невелику парові отвори з яких увесь час виходить пара, що надає вулканові додаткової цікавості. Гора є домом для різних видів дикої природи, зокрема рівнинних зебр, жирафів, газелей Томсона, буйволів і гну, імпала та бородавочників. Також тут живуть леопарди.
Кратер є популярним місцем для піших прогулянок, спостереження за птахами та дичиною, що підсилюється флорою та фауною на схилах гори.

## Визначні події
21 березня 2009 року лісові пожежі сильно пошкодили схили вулкану та чагарниковий ліс у кратері. 

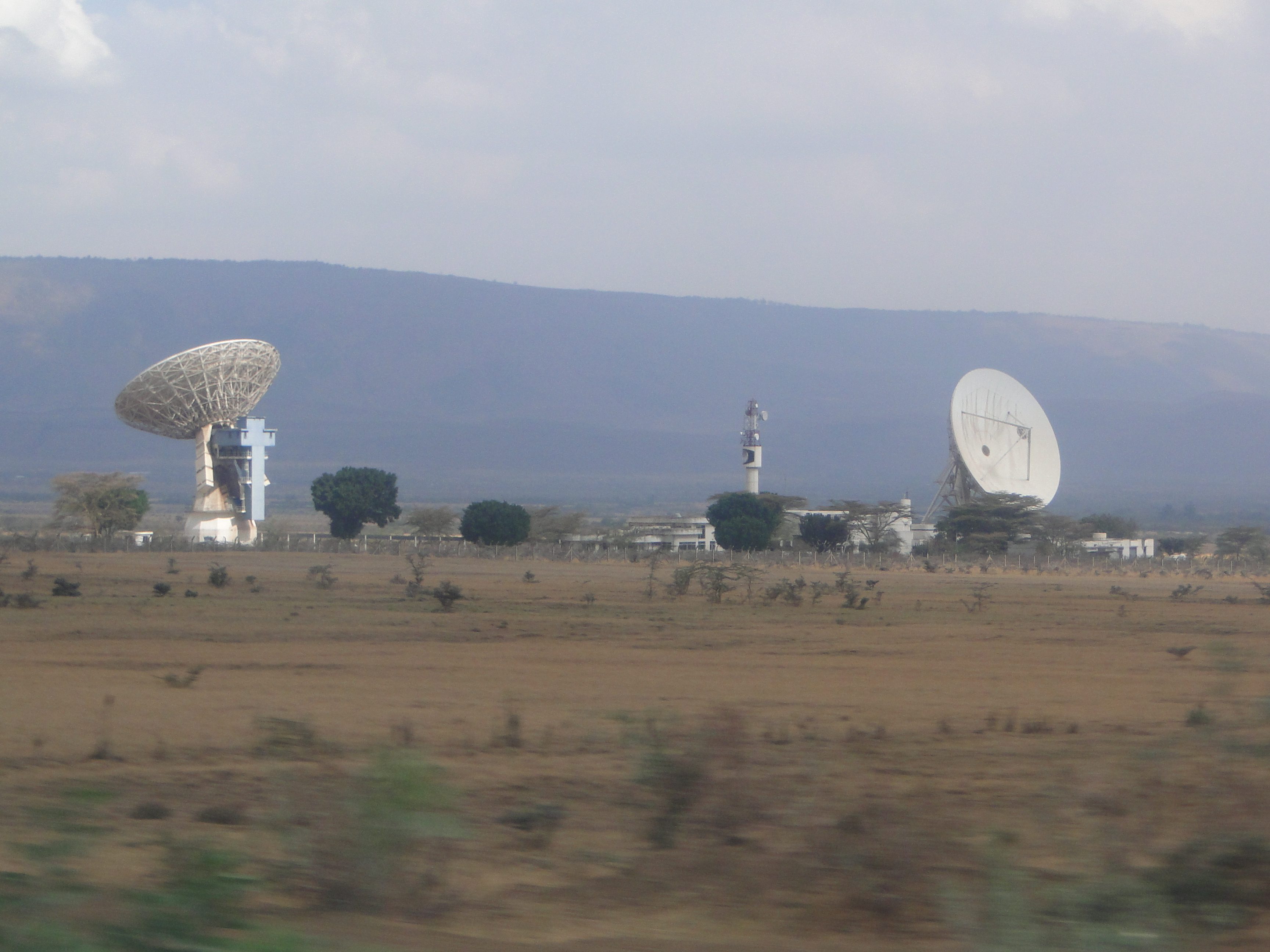
Земна станція Longonot 2010

## Зовнішні посилання
- Служба охорони дикої природи Кенії – Національний парк Маунт-Лонгонот
- Веб-камера навела на гору Лонгонот з Кіджабе